# 鹿島かんな
鹿島かんな（かしま かんな、1982年10月1日 - ）は、日本の女優、歌手、タレント。東京都出身。

## 出演

### テレビドラマ
- 家庭の問題（1988年10月 - 1989年3月、TBSテレビ）
- 月曜・女のサスペンス（テレビ東京）
  - 殺意の風景-砂色の迷宮-（1989年6月19日）
  - 偽りのダイヤモンド（1989年11月27日）
  - おびえた天使（1990年3月12日）
  - 夫の遺書 張り込み・函館殺人事件（1992年4月13日）
- 水曜グランドロマン（日本テレビ）
  - ぼくの病気、ガンなの（1989年7月19日）
  - 妻たちの社宅戦争（1990年1月31日）
  - 70歳の青春（1990年11月7日）
  - 妻たちの社宅戦争II（1991年1月30日）
- 横溝正史傑作サスペンス・犬神家の一族（1990年3月27日、テレビ朝日）
- 月曜ドラマスペシャル （TBSテレビ）
  - 山岳救助犬ララ（1990年7月9日）
  - 山岳救助犬ララII（1991年4月1日）
- 火曜ミステリー劇場 西村寿行ミステリー犬笛（1990年10月9日、テレビ朝日）
- 世にも奇妙な物語「ユリコちゃん」（1991年6月20日、フジテレビ） - ユリコちゃん 役
- 七人の女弁護士II 第7話「魔性の女の完全犯罪!? 離婚殺人の怪しい罠…」（1991年12月12日、テレビ朝日）
- 妻たちの劇場 白いシャツの女（1992年2月24日 - 1992年4月17日、フジテレビ）
- 五星戦隊ダイレンジャー 第12話「豆腐で酔ったァ」（1993年5月14日、テレビ朝日） - 町子 役
- 金曜エンタテイメント 女教師・沢木圭子（1993年7月16日、フジテレビ）
- 忍者戦隊カクレンジャー 第35話「おしおき三姉妹」（1994年10月14日、テレビ朝日） - 山吹花代 役
- 天才てれびくん（NHK教育テレビ）
  - ジーンダイバー（1994年4月4日 - 1995年2月2日） - 芳賀唯 役
  - T.T.K. DRAMA SPECIAL 悪夢の王（1995年4月8日 - 1995年7月7日） - カオリ 役
- 父さんゴリラが帰った日（1994年5月5日、中京テレビ）
- 木曜の怪談 ゴーストハンター早紀（1996年1月11日 - 1996年3月14日、フジテレビ）
- はるちゃん（1996年9月30日 - 1996年12月27日、東海テレビ制作 フジテレビ系全国ネット）
- 水曜シリーズドラマ 棘・おんなの遺言状（1997年4月2日 - 1997年5月7日、NHK総合テレビ）
- 連続テレビ小説 あぐり（1997年4月8日 - 1997年4月9日、NHK）
- 学校の怪談G「片隅」（1998年9月27日、関西テレビ） - 柑菜 役

### その他のテレビ番組
- とんでけグッチョンパ（日本テレビ）
- 週刊スタミナ天国（フジテレビ）
- おかあさんといっしょ（NHK）
- モグモグGOMBO（日本テレビ）
- 年忘れ!天才てれびくん（1994年12月31日、NHK教育テレビ）
- お正月だよ!天才てれびくん（1995年1月1日、NHK教育テレビ）

### 映画
- ノーライフキング（1989年12月16日）

### CM
- 人形の久月
- アデランス
- 永谷園 すし太郎
- クボタハウス

## 音楽

### 楽曲一覧
- 大きな栗の木の下で（林幸生、森の木児童合唱団）
- キラキラぼし（鳥海佑貴子）
- ゆき（森の木児童合唱団）

### CDアルバム
- 日本のうた ふるさとのうた
- 年令別どうよう 2～3才～いぬのおまわりさん～（1990年9月）
- 年令別どうよう 3～4才～おもちゃのチャチャチャ～（1990年9月）
- 年齢別どうよう 0～2才向～ぞうさん・おはなしゆびさん～（1992年8月）
- 年齢別どうよう 2～4才向～さっちゃん・いぬのおまわりさん～（1992年8月）
- たのしいどうよう ベスト55（1992年11月）
- どうようベスト・セレクション(2)（1994年10月）
- どうようベスト・セレクション(3)（1994年10月）
- 年齢別どうよう 0～2才児向（1995年2月）
- 年齢別どうよう 1～3才児向（1995年2月）
- よいこのどうよう ベスト50（1997年9月）
- CDツイン よいこのどうよう～ぞうさん～（1999年2月）
- 年齢別どうよう 0～2歳向～アイアイ・ことりのうた・おつかいありさん～（1999年6月）
- 年齢別どうよう 1～3歳向～メリーさんのひつじ・バナナのおやこ・大きな栗の木の下で～（1999年6月）
- たのしいどうよう ベスト55（2000年2月）
- みんなのどうよう ベスト55（2000年6月）
- CDツイン よいこのどうよう（2001年2月）
- CDツイン どうよう～南の島のハメハメハ大王～（2001年8月）
- CDツイン だーいすきっ！どうよう（2002年2月）
- CDツイン 年齢別どうよう 0～2歳向（2002年6月）
- CDツイン 年齢別どうよう 1～3歳向（2002年6月）
- CDツイン 年齢別どうよう 2～4歳向（2002年6月）
- CDツイン ウキウキ♪♪どうよう（2007年2月）
- 親子で歌いつごう 童謡ベスト30～カラオケ付～（2007年4月）